# 于特奈姆 (Huttenheim)
于特奈姆（发音：[ytənaim]；德语：Hüttenheim）是法国下莱茵省的一个市镇，属于塞莱斯塔-埃尔什泰因区（Sélestat-Erstein）和埃尔什泰因县（Erstein）。该市镇总面积12.55平方公里，2009年时的人口为2461人。

## 人口
于特奈姆人口变化图示